# I Want It All
I Want It All är en låt släppt av det brittiska rockbandet Queen på singelskiva den 2 maj 1989 och på deras album The Miracle från 1989. Det finns även en video till den.
Efter två års uppehåll från den europeiska topplistan kom Queen tillbaka med en klassisk rocklåt. Singeln blev en enorm hit i hela Europa, kom trea i Storbritannien men etta på många andra ställen i Europa.